# ReachLocal
ReachLocal ist ein internationaler Online-Marketing-Dienstleister mit Hauptsitz in Woodland Hills in Kalifornien. ReachLocal ist außerdem weltweit größter Wiederverkäufer von Anzeigen im Google-AdWords-Werbesystem, vertreibt jedoch auch Werbung auf Plattformen wie Facebook, Bing und Yahoo. Das Unternehmen beschäftigt global etwa 1300 Mitarbeiter an 70 Standorten und betreut weltweit über 18.000 Geschäftskunden in den Regionen Asia-Pacific, Europa, Latein-Amerika und Nord-Amerika. ReachLocal ist ein Tochterunternehmen von Gannett Inc. Seit 2011 ist das Unternehmen auf dem deutschsprachigen Markt vertreten und beschäftigt über 100 Mitarbeiter an den Standorten Berlin, München, Düsseldorf und Wien, die für etwa 1000 Kunden aus Deutschland und Österreich aus verschiedenen Branchen Suchmaschinen-Marketing-Kampagnen durchführen und hinsichtlich Online-Marketing-Maßnahmen beraten.

## Dienstleistungen
Das Unternehmen bietet Dienstleistungen im Bereich Online-Marketing für kleine und mittelständische Unternehmen an. Dazu zählt unter anderem Suchmaschinenmarketing (SEA), also die Anzeigenschaltung über Google AdWords. ReachLocal hat eine patentierte Optimierungs-Technologie, die direkt in die APIs (Schnittstellen) führender Suchmaschinen integriert ist, sodass eine einzige Suchmaschinen-Anzeige vielen Websites gleichzeitig veröffentlicht werden kann. Dazu zählen Suchmaschinen wie Google, Yahoo, Bing und Ask.com sowie führende lokale Verzeichnisse und Websites. ReachLocal bietet außerdem Lösungen für Suchmaschinenoptimierung (SEO) und Social-Media-Werbung bei Facebook an. Mit der Einführung des Lead-Management-Systems ReachEdge im Juli 2015 haben kleine und mittelständische Unternehmen eine bessere Kontrolle über ihre digitalen Marketing-Prozesse. Zur Analyse werden Kunden die Kampagnen-Ergebnisse online sowie mobil über eine App zugänglich gemacht. Zudem bietet das Unternehmen Unterstützung beim Entwurf von Banner-Anzeigen und der Erstellung von Landingpages an.

## Partnerschaften
ReachLocal ist seit April 2011 Google Premium-Partner. Zudem sind einige Mitarbeiter von ReachLocal Google AdWords-zertifiziert, wobei die Zertifizierungen durch regelmäßige Schulungen erneuert werden.
Seit 2014 hat das Unternehmen in Deutschland eine Kooperation mit dem Deutschen Mittelstands-Bund im Zuge der Erfahrung einer zunehmenden Digitalisierung der Unternehmensrecherche durch den Endverbraucher im B2C-Geschäft.

## Auszeichnungen
- Glassdoor Top 50 Best Places to Work 2012 – ReachLocal erreichte Platz 27 von 38.000 ausgewählten Unternehmen bei dieser von Mitarbeitern vergebenen Auszeichnung, die auf Mitarbeiterbewertungen im vergangenen Jahr basiert.[7]
- Deloitte Technology Fast 500 – ReachLocal zählt seit drei Jahren in Folge zu den Deloitte Technology Fast 500 – einem jährlichen Ranking der 500 am schnellsten wachsenden Unternehmen in den Bereichen Technologie, Medien, Telekommunikation und Biowissenschaften in Nordamerika, die auf einem prozentualen Umsatzwachstum über fünf Jahre basiert.[8]
- Mashable Award – Der Web-Marketingservice ReachCast wurde bei den Mashable Awards 2010 als „Best Social Media Service for Small Business“ ausgezeichnet. Das jährliche Programm zeichnet die führenden 25 Technologie- und Innovationsentwicklungen des Jahres aus.[9]
- Inc. 500 – Das Inc. Magazine hat im Jahr 2009 ReachLocal auf Platz 39 der Liste Inc. 500 geführt, die jährlich die am schnellsten wachsenden privaten Unternehmen in den USA auflistet. Die Rangliste wird aus dem prozentualen Umsatzwachstum über vier Jahre (2005–2008) ermittelt. ReachLocal wurde im Jahr 2010 zum zweiten Mal in Folge auf die Liste gesetzt.[10]
- paidContent – ReachLocal erreichte Platz 34 der Liste „paidContent 50: The Most Successful Digital Media Companies in the United States“. paidContent.org liefert weltweite Neuigkeiten zur Wirtschaftlichkeit digitaler Inhalte.[11]
- American Business Awards – Die American Business Awards wählten ReachLocal 2009 und 2010 zum Finalisten für den Stevie Award in der Kategorie des innovativsten Unternehmens des Jahres sowie in der Kategorie der besten Unternehmen insgesamt, für Firmen mit bis zu 2.500 Angestellten.[12]
- AlwaysOn Global 250 – AlwaysOn wählte ReachLocal 2009 in die AlwaysOn Global 250-Liste als Sieger im Bereich „Technology Innovation in Digital Media“. Der AlwaysOn Global 250 Award ist eine Auszeichnung für private, wachsende Technologieunternehmen, die Geschäftschancen in schnellen Wachstumsmärkten schaffen.[13]
- Search Engine Watch – Search Engine Watch wählte ReachLocal 2009 zum Finalisten für die Auszeichnung als beste Technologieplattform für das Suchmaschinen-Marketing für kleine und mittelständische Unternehmen.[14]
- StartUpHire – StartUpHire analysierte mehr als 2.000 wagniskapitalfinanzierte Unternehmen in Hauptabsatzmärkten der USA und nahm ReachLocal in die Top-10-Liste der am schnellsten wachsenden Startup-Unternehmen in Südkalifornien auf, basierend auf Vakanzen im 2. Quartal 2009.[14]